# Stal Gorzów Wielkopolski (żużel) w sezonie 2016
Sezon 2016 był 50. Stali Gorzów Wielkopolski w ekstralidze i 69. w historii klubu.

## Rozgrywki

### Statystyki
Zasady klasyfikacji: minimum 1 start w rozgrywkach ekstraligi w sezonie 2016.
| Msc. | Żużlowiec              | Wiek | M. | B. | Pkt. | Bon. | Razem | Śr. bieg. | KSM |
| ---- | ---------------------- | ---- | -- | -- | ---- | ---- | ----- | --------- | --- |
| 1    | Bartosz Zmarzlik       | 21   | 18 | 88 | 207  | 11   | 218   | 2,477     | –   |
| 7    | Krzysztof Kasprzak     | 32   | 18 | 89 | 168  | 24   | 192   | 2,157     | –   |
| 13   | Niels-Kristian Iversen | 34   | 18 | 86 | 158  | 13   | 171   | 1,988     | –   |
| 24   | Przemysław Pawlicki    | 25   | 18 | 81 | 124  | 19   | 143   | 1,765     | –   |
| 25   | Matej Žagar            | 33   | 17 | 76 | 117  | 17   | 134   | 1,763     | –   |
| 41   | Michael Jepsen Jensen  | 24   | 18 | 62 | 63   | 18   | 81    | 1,307     | –   |
| 43   | Adrian Cyfer           | 21   | 18 | 53 | 43   | 14   | 57    | 1,076     | –   |
| nsk  | Rafał Karczmarz        | 17   | 1  | 3  | 2    | 1    | 3     | 1,000     | –   |

Wiek według roku urodzenia. Żużlowcy do 21 lat - młodzieżowcy (inaczej juniorzy),
M. - liczba meczów, B. - liczba biegów, Pkt. - liczba punktów, Bon. - liczba bonusów,
Razem - suma Pkt. i Bon., Śr. bieg. - iloraz Razem przez B., KSM - iloczyn Śr. bieg. bez Bon. razy 4,
Msc. - miejsce na liście klasyfikacyjnej, nsk - żużlowiec niesklasyfikowany

### PGE Ekstraliga
| 1 runda 8 kwietnia 2016 | Fogo Unia Leszno | 42:48 | Stal Gorzów Wielkopolski | Stadion im. Alfreda Smoczyka Widzów: 8 000 Sędzia: Tomasz Proszowski |
| 1 runda 8 kwietnia 2016 | 9. Pi. Pawlicki 4 (2,0,1,1) 10. Musielak 6 (0,2,3,1,0) 11. Zengota 9 (2,3,1,1,2) 12. Kildemand 9 (3,2,3,0,1) 13. N. Pedersen 12 (3,3,3,3,0) 14. Kubera 0 (d,0,0) 15. Smektała 2 (2,0,0) | 42:48 | 1. Iversen 7 (3,1,1,2,–) 2. Jepsen Jensen 6 (1,0,2,w,3) 3. Žagar 2 (0,2,0,–) 4. Prz. Pawlicki 5 (1,1,2,–,1) 5. Kasprzak 11 (1,3,2,2,3) 6. Zmarzlik 14 (3,1,2,3,3,2) 7. Cyfer 3 (1,2,0) | Stadion im. Alfreda Smoczyka Widzów: 8 000 Sędzia: Tomasz Proszowski |

| 2 runda 17 kwietnia 2016 | Stal Gorzów Wielkopolski | 56:34 | MrGarden GKM Grudziądz | Stadion im. Edwarda Jancarza Widzów: 11 000 Sędzia: Paweł Słupski |
| 2 runda 17 kwietnia 2016 | 9. Iversen 11 (0,3,3,3,2) 10. Jepsen Jensen 2 (2,0,0,–,–) 11. Žagar 5 (0,0,3,2) 12. Prz. Pawlicki 9 (3,3,2,1,0) 13. Kasprzak 10 (2,1,3,2,2) 14. Zmarzlik 14 (3,2,3,3,3) 15. Cyfer 5 (2,3,0) | 56:34 | 1. Lindbäck 9 (3,1,2,0,0,3) 2. Ljung 5 (1,2,1,1,0) 3. Okoniewski 9 (1,3,2,0,2,1) 4. Buczkowski 4 (2,0,1,–,1) 5. A. Łaguta 3 (1,2,w,–) 6. Nowak 4 (1,1,1,1) 7. Trzensiok 0 (0,0,–) | Stadion im. Edwarda Jancarza Widzów: 11 000 Sędzia: Paweł Słupski |

| 3 runda 12 czerwca 2016 | Unia Tarnów | 42:48 | Stal Gorzów Wielkopolski | Stadion Miejski Jaskółcze Gniazdo w Tarnowie Widzów: 5 000 Sędzia: Artur Kuśmierz |
| 3 runda 12 czerwca 2016 | 9. Madsen 9 (1,2,3,3,0) 10. Świderski 4 (2,1,1,0) 11. Bjerre 10 (2,1,2,3,2) 12. Michelsen 2 (0,2,0,0,0) 13. Kołodziej 12 (3,1,3,2,3) 14. Madej 3 (3,0,0) 15. Rolnicki 2 (2,0,0) | 42:48 | 1. Iversen 10 (3,3,1,2,1) 2. Jepsen Jensen 2 (0,0,2,–,–) 3. Žagar 7 (3,3,0,1) 4. Prz. Pawlicki 9 (1,2,2,1,3) 5. Kasprzak 9 (1,3,1,2,2) 6. Cyfer 1 (0,0,1) 7. Zmarzlik 10 (1,2,3,3,1) | Stadion Miejski Jaskółcze Gniazdo w Tarnowie Widzów: 5 000 Sędzia: Artur Kuśmierz |

| 4 runda 1 maja 2016 | Betard Sparta Wrocław | 45:45 | Stal Gorzów Wielkopolski | Stadion Golęcin w Poznaniu Widzów: 8 000 Sędzia: Remigiusz Substyk |
| 4 runda 1 maja 2016 | 9. Woffinden 15 (3,2,3,3,1,3) 10. Milík 7 (0,0,2,2,3) 11. Jedrzejak 13 (3,3,2,3,2) 12. Morris 0 (d,w,–,–) 13. Janowski 12 (0,1,2,0,–) 14. Dróżdż 0 (w,d,0) 15. Drabik 7 (2,3,0,2,0) | 45:45 | 1. Iversen 8 (2,2,3,1,0) 2. Jepsen Jensen 3 (1,1,1,–) 3. Žagar 8 (2,3,1,1,1) 4. Prz. Pawlicki 8 (1,2,0,3,2) 5. Kasprzak 4 (2,1,1,0) 6. Zmarzlik 12 (3,3,3,2,1) 7. Cyfer 2 (1,1,0) | Stadion Golęcin w Poznaniu Widzów: 8 000 Sędzia: Remigiusz Substyk |

| 5 runda 8 maja 2016 | Stal Gorzów Wielkopolski | 62:28 | Get Well Toruń | Stadion im. Edwarda Jancarza Widzów: 12 600 Sędzia: Krzysztof Meyze |
| 5 runda 8 maja 2016 | 9. Iversen 10 (3,3,3,0,1) 10. Jepsen Jensen 2 (2,0,0,–,–) 11. Prz. Pawlicki 8 (2,2,1,3) 12. Žagar 14 (3,3,2,3,3) 13. Kasprzak 11 (2,3,2,2,2) 14. Cyfer 2 (1,0,1) 15. Zmarzlik 15 (3,3,3,3,3) | 62:28 | 1. Vaculík 1 (1,1,0,–,–) 2. K. Gomólski 1 (0,0,1,–) 3. Ch. Holder 3 (1,1,1,0,0) 4. Miedziński 6 (0,2,2,d,2,0) 5. Hancock 9 (0,2,3,1,1,2) 6. Przedpełski 7 (2,1,1,2,1) 7. Kościelski 0 (0,–,0) | Stadion im. Edwarda Jancarza Widzów: 12 600 Sędzia: Krzysztof Meyze |

| 6 runda 22 maja 2016 | Ekantor.pl Falubaz Zielona Góra | 44:46 | Stal Gorzów Wielkopolski | Stadion żużlowy w Zielonej Górze Widzów: 14 000 Sędzia: Krzysztof Meyze |
| 6 runda 22 maja 2016 | 9. Dudek 17 (2,3,3,3,3,3) 10. Karpow 7 (0,3,0,1,3,d) 11. Doyle 4 (2,2,w,w,–) 12. Hampel z/z 13. Protasiewicz 11 (2,0,3,3,2,1) 14. Pieszczek 5 (2,1,1,0,1) 15. Niedźwiedź 0 (0,0,d) | 44:46 | 1. Iversen 9 (3,0,2,2,2) 2. Jepsen Jensen 3 (1,1,1,–,–) 3. Prz. Pawlicki 4 (w,3,0,1) 4. Žagar 8 (1,2,2,1,2) 5. Kasprzak 9 (3,2,2,2,0) 6. Zmarzlik 10 (3,1,t,3,3) 7. Cyfer 4 (1,1,1,0) | Stadion żużlowy w Zielonej Górze Widzów: 14 000 Sędzia: Krzysztof Meyze |

| 7 runda 3 lipca 2016 | Stal Gorzów Wielkopolski | 53:36 | ROW Rybnik | Stadion im. Edwarda Jancarza Widzów: 10 470 Sędzia: Tomasz Proszowski |
| 7 runda 3 lipca 2016 | 9. Iversen 11 (2,3,3,1,2) 10. Jepsen Jensen 4 (0,2,2,d) 11. Prz. Pawlicki 13 (3,3,3,3,1) 12. Cyfer 1 (1,w,0,0,–) 13. Kasprzak 10 (2,3,2,2,1) 14. Karczmarz 2 (2,0,t) 15. Zmarzlik 12 (3,3,3,3) | 53:36 | 1. Jonsson 3 (3,u,–,–) 2. Holta 8 (1,2,1,1,3) 3. Fricke 8 (2,2,0,3,1,0) 4. Baliński 5 (w,1,1,3,0) 5. G. Łaguta 6 (1,d,1,2,2) 6. Chmiel 3 (0,1,2) 7. Woryna 3 (1,0,0,2) | Stadion im. Edwarda Jancarza Widzów: 10 470 Sędzia: Tomasz Proszowski |

| 8 runda 5 czerwca 2016 | Stal Gorzów Wielkopolski | 53:37 | Fogo Unia Leszno | Stadion im. Edwarda Jancarza Widzów: 12 050 Sędzia: Tomasz Proszowski |
| 8 runda 5 czerwca 2016 | 9. Iversen 8 (3,2,1,2,0) 10. Jepsen Jensen 2 (1,1,0,–) 11. Prz. Pawlicki 6 (0,2,2,2,0) 12. Žagar 9 (3,3,1,t,2) 13. Kasprzak 11 (3,2,2,2,2) 14. Zmarzlik 15 (3,3,3,3,3) 15. Cyfer 2 (1,1,0) | 53:37 | 1. Pi. Pawlicki 8 (0,1,3,1,3) 2. Musielak 4 (2,w,1,0,1) 3. N. Pedersen 9 (2,0,3,1,3) 4. Kildemand 3 (1,1,–,1) 5. Zengota 11 (2,3,2,3,0,1) 6. Smektała 2 (2,0,0,0) 7. Kaczmarek 0 (0,d,–) | Stadion im. Edwarda Jancarza Widzów: 12 050 Sędzia: Tomasz Proszowski |

| 9 runda 19 czerwca 2016 | MrGarden GKM Grudziądz | 54:36 | Stal Gorzów Wielkopolski | Stadion żużlowy w Grudziądzu Widzów: 6 500 Sędzia: Jerzy Najwer |
| 9 runda 19 czerwca 2016 | 9. Lindbäck 10 (3,3,2,0,2) 10. T. Gollob 10 (2,2,3,2,1) 11. Okoniewski 12 (1,3,2,3,3) 12. Buczkowski 7 (2,2,1,1,1) 13. A. Łaguta 9 (3,3,3,0) 14. Trzensiok 1 (0,0,1) 15. Nowak 5 (1,2,2) | 54:36 | 1. Iversen 4 (1,0,1,2) 2. Jepsen Jensen 1 (0,1,0,–,–) 3. Žagar 5 (3,1,0,1,0) 4. Prz. Pawlicki 8 (0,2,1,3,2) 5. Kasprzak 4 (1,1,0,2,0) 6. Zmarzlik 12 (3,0,3,3,0,3) 7. Cyfer 2 (2,0,–) | Stadion żużlowy w Grudziądzu Widzów: 6 500 Sędzia: Jerzy Najwer |

| 10 runda 26 czerwca 2016 | Stal Gorzów Wielkopolski | 59:31 | Unia Tarnów | Stadion im. Edwarda Jancarza Widzów: 10 350 Sędzia: Wojciech Grodzki |
| 10 runda 26 czerwca 2016 | 9. Iversen 8 (3,1,2,2,–) 10. Jepsen Jensen 9 (2,3,1,2,1) 11. Prz. Pawlicki 9 (2,1,2,3,1) 12. Žagar 7 (3,2,1,1) 13. Kasprzak 11 (2,2,2,3,2) 14. Zmarzlik 11 (3,3,2,3) 15. Cyfer 4 (2,1,1) | 59:31 | 1. Madsen 5 (1,0,3,1,0) 2. Świderski 5 (0,3,0,0,2) 3. Bjerre 9 (1,1,3,1,3) 4. Michelsen 0 (0,0,0,0) 5. Kołodziej 11 (3,2,3,3,–) 6. Rolnicki 0 (0,0,0) 7. Madej 1 (1,0,0,0) | Stadion im. Edwarda Jancarza Widzów: 10 350 Sędzia: Wojciech Grodzki |

| 11 runda 31 lipca 2016 | Stal Gorzów Wielkopolski | 48:42 | Betard Sparta Wrocław | Stadion im. Edwarda Jancarza Widzów: 11 325 Sędzia: Marek Wojaczek |
| 11 runda 31 lipca 2016 | 9. Iversen 9 (2,3,3,1,0) 10. Jepsen Jensen 4 (1,1,2,0) 11. Prz. Pawlicki 1 (0,0,–,1,–) 12. Žagar 7 (1,2,2,d,2) 13. Kasprzak 12 (3,1,2,3,3) 14. Zmarzlik 12 (3,2,1,3,3) 15. Cyfer 3 (2,1,0) | 48:42 | 1. Woffinden 10 (3,1,3,2,1) 2. Woźniak 6 (0,3,1,2,0) 3. Janowski 5 (3,0,1,1) 4. Jędrzejak 8 (2,3,0,2,1) 5. Milík 12 (2,2,3,3,2) 6. Gała 0 (d,d,d) 7. Dróżdż 1 (1,0,0) | Stadion im. Edwarda Jancarza Widzów: 11 325 Sędzia: Marek Wojaczek |

| 12 runda 7 sierpnia 2016 | Get Well Toruń | 50:40 | Stal Gorzów Wielkopolski | Motoarena Toruń im. Mariana Rosego Widzów: 12 000 Sędzia: Remigiusz Substyk |
| 12 runda 7 sierpnia 2016 | 9. Vaculík 11 (1,3,3,2,2) 10. K. Gomólski 5 (2,0,2,1,–) 11. Ch. Holder 11 (3,2,2,3,1) 12. Miedziński 3 (1,1,1,w) 13. Hancock 15 (3,3,3,3,3) 14. Kopeć-Sobczyński 0 (0,0,0) 15. Przedpełski 5 (3,2,0,0) | 50:40 | 1. Iversen 12 (3,3,1,2,1,2) 2. Jepsen Jensen 0 (0,0,–,–,–) 3. Žagar 4 (2,2,0,0) 4. Prz. Pawlicki 4 (0,1,1,1,1) 5. Kasprzak 11 (1,2,2,3,3,w) 6. Zmarzlik 8 (2,1,0,2,3) 7. Cyfer 1 (1,0,–) | Motoarena Toruń im. Mariana Rosego Widzów: 12 000 Sędzia: Remigiusz Substyk |

| 13 runda 15 sierpnia 2016 | Stal Gorzów Wielkopolski | 44:46 | Ekantor.pl Falubaz Zielona Góra | Stadion im. Edwarda Jancarza Widzów: 14 500 Sędzia: Wojciech Grodzki |
| 13 runda 15 sierpnia 2016 | 9. Iversen 9 (2,2,3,2,0) 10. Jepsen Jensen 2 (1,1,0,–,–) 11. Prz. Pawlicki 8 (0,3,1,2,2) 12. Žagar 8 (2,2,2,1,1) 13. Kasprzak 4 (2,1,0,1) 14. Cyfer 2 (2,0,0) 15. Zmarzlik 12 (3,3,1,3,1) | 44:46 | 1. Dudek 13 (3,1,3,3,3) 2. Łoktajew 0 (0,0,–,–) 3. Doyle 14 (3,3,2,2,2,2) 4. Karpow 4 (1,2,1,0) 5. Protasiewicz 13 (1,3,3,3,3) 6. Pieszczek 2 (1,0,0,1) 7. Niedźwiedź 0 (0,0,0) | Stadion im. Edwarda Jancarza Widzów: 14 500 Sędzia: Wojciech Grodzki |

| 14 runda 21 sierpnia 2016 | ROW Rybnik | 43:47 | Stal Gorzów Wielkopolski | Stadion MOSiR Rybnik Widzów: 6 000 Sędzia: Krzysztof Meyze |
| 14 runda 21 sierpnia 2016 | 9. Fricke 7 (3,1,0,2,1) 10. Baliński 1 (w,0,1,–,–) 11. Holta 10 (2,2,1,2,3) 12. Jonsson 4 (1,1,2,0,0) 13. G. Łaguta 12 (3,3,3,3,0) 14. Chmiel 1 (1,0,–) 15. Woryna 8 (2,1,0,3,2) | 43:47 | 1. Iversen 8 (2,3,2,1,0) 2. Jepsen Jensen 2 (1,0,1,–,–) 3. Žagar 10 (3,2,3,1,1) 4. Prz. Pawlicki 4 (0,1,2,1) 5. Kasprzak 13 (2,3,3,3,2) 6. Zmarzlik 10 (3,2,2,0,3) 7. Cyfer 0 (d,0,0) | Stadion MOSiR Rybnik Widzów: 6 000 Sędzia: Krzysztof Meyze |

| 15 runda 4 września 2016 | Betard Sparta Wrocław | 29:49 | Stal Gorzów Wielkopolski | Stadion Golęcin w Poznaniu Widzów: 6 000 Sędzia: Krzysztof Meyze |
| 15 runda 4 września 2016 | 9. Woffinden 10 (3,0,3,1,3) 10. Woźniak 6 (0,1,2,3) 11. Janowski 2 (1,d,1,–) 12. Jędrzejak 3 (w,1,2,d) 13. Milík 6 (2,1,1,2) 14. Gała 0 (d,d,–) 15. Dróżdż 2 (2,0,0) | 29:49 | 1. Iversen 10 (2,2,3,3) 2. Jepsen Jensen 6 (1,3,2,0) 3. Žagar 7 (2,3,1,1) 4. Prz. Pawlicki 6 (3,2,0,1) 5. Kasprzak 10 (3,2,3,2) 6. Zmarzlik 8 (3,3,2) 7. Cyfer 2 (1,1,0) | Stadion Golęcin w Poznaniu Widzów: 6 000 Sędzia: Krzysztof Meyze |

| 16 runda 11 września 2016 | Stal Gorzów Wielkopolski | 56:33 | Betard Sparta Wrocław | Stadion im. Edwarda Jancarza Widzów: 9 500 Sędzia: Remigiusz Substyk |
| 16 runda 11 września 2016 | 9. Iversen 11 (3,3,1,2,2) 10. Jepsen Jensen 6 (1,2,0,3,–) 11. Prz. Pawlicki 12 (3,0,3,3,3) 12. Žagar 6 (2,2,1,1) 13. Kasprzak 8 (2,2,2,2,0) 14. Cyfer 5 (2,1,2) 15. Zmarzlik 8 (3,3,w,2) | 56:33 | 1. Woffinden 9 (2,3,3,1,d) 2. Woźniak 3 (0,1,1,1) 3. Jędrzejak 9 (0,3,3,0,3) 4. Janowski 7 (1,0,2,3,1) 5. Milík 5 (1,1,2,0,1) 6. Dróżdż 0 (w,0,0,0,0) 7. Gała 0 (u,–,–) | Stadion im. Edwarda Jancarza Widzów: 9 500 Sędzia: Remigiusz Substyk |

| 17 runda 18 września 2016 | Get Well Toruń | 49:41 | Stal Gorzów Wielkopolski | Motoarena Toruń im. Mariana Rosego Widzów: 16 000 Sędzia: Remigiusz Substyk |
| 17 runda 18 września 2016 | 9. Vaculík 8 (1,2,3,2,0) 10. K. Gomólski 3 (2,1,–,–) 11. Ch. Holder 11 (2,3,0,3,3) 12. Miedziński 7 (3,2,1,0,1) 13. Hancock 11 (3,3,3,1,1) 14. Kopeć-Sobczyński 0 (0,0,0) 15. Przedpełski 9 (2,2,2,0,3) | 49:41 | 1. Iversen 5 (3,1,0,1) 2. Jepsen Jensen 0 (0,0,–,–,–) 3. Žagar 6 (1,1,2,2,0) 4. Prz. Pawlicki 7 (0,2,1,1,3) 5. Kasprzak 9 (1,0,3,0,3,2) 6. Zmarzlik 13 (3,3,1,2,2,2) 7. Cyfer 1 (1,0,–) | Motoarena Toruń im. Mariana Rosego Widzów: 16 000 Sędzia: Remigiusz Substyk |

| 18 runda 25 września 2016 | Stal Gorzów Wielkopolski | 51:39 | Get Well Toruń | Stadion im. Edwarda Jancarza Widzów: 16 425 Sędzia: Krzysztof Meyze |
| 18 runda 25 września 2016 | 9. Iversen 8 (2,3,2,0,1) 10. Jepsen Jensen 9 (1,2,3,3,0) 11. Prz. Pawlicki 3 (2,1,0,–,–) 12. Žagar 4 (0,2,1,1) 13. Kasprzak 11 (1,2,3,2,3) 14. Cyfer 4 (2,1,1) 15. Zmarzlik 12 (3,2,1,3,3) | 51:39 | 1. Hancock 10 (3,3,0,2,2) 2. K. Gomólski 2 (w,w,2,0,–) 3. Ch. Holder 12 (3,3,1,1,2,2) 4. Miedziński 1 (1,0,–,–) 5. Vaculík 10 (3,1,0,2,3,1) 6. Przedpełski 4 (1,0,3,0,0) 7. Kopeć-Sobczyński 0 (0,0,–) | Stadion im. Edwarda Jancarza Widzów: 16 425 Sędzia: Krzysztof Meyze |

### Bilans meczów
| Runda    | 1 | 2 | 4 | 5 | 6 | 8 | 3 | 9 | 10 | 7 | 11 | 12 | 13 | 14 | 15 | 16 | 17 | 18 |
| Miejsce  | W | D | W | D | W | D | W | W | D  | D | D  | W  | D  | W  | W  | D  | W  | D  |
| Rezultat | Z | Z | R | Z | Z | Z | Z | P | Z  | Z | Z  | P  | P  | Z  | Z  | Z  | P  | Z  |
| Pozycja  | 2 | 1 | 1 | 1 | 1 | 1 | 1 | 1 | 1  | 1 | 1  | 1  | 1  | 1  | 1  | 1  | 2  | 1  |

Legenda:       runda zasadnicza: kolejki 1–14;       play-off: kolejki 15–18;       1. miejsce;       2. miejsce;       3. miejsce;       baraż o prawo startu w ekstralidze w 2017 roku;       spadek
D – mecz rozgrywany u siebie; W – mecz rozgrywany na wyjeździe; Z – zwycięstwo; P – przegrana; R – remis